# Ronde van Kameroen
De Ronde van Kameroen (Frans: Tour du Cameroun) is een meerdaagse wielerwedstrijd in Kameroen en maakt deel uit van de UCI Africa Tour. De rittenkoers wordt sinds 2004 elk jaar tussen de maanden februari en april gehouden.

## Lijst van winnaars

### Overwinningen per land
| Overwinningen | Land |
| ------------- | --- |
| 6             | Kameroen |
| 2             | Marokko |
| 1             | Algerije, Bulgarije, Burkina Faso, Duitsland, Frankrijk, Italië, Kazachstan Namibië, Rusland, Rwanda Slovenië, Verenigd Koninkrijk |

2005 · 
2006 · 
2007 · 
2008 · 
2009 · 
2010 · 
2011 · 
2012 · 
2013 ·
2014 · 
2015 ·
2016 ·
2017 ·
2018 ·
2019 ·
2020 ·
2021 ·
2022 ·
2023 ·
2024 ·
2025
Belangrijkste wedstrijden

Ronde van Burkina Faso · La Tropicale Amissa Bongo · Ronde van Kameroen · Ronde van Marokko · GP Chantal Biya · Ronde van Rwanda